# Tabligh eddawa
Tabligh eddawa (in arabo ﺗﺒﻠﻴﻎ ﺍﻟﺪﻋﻮة‎?, Tablīgh al-daʿwa, ossia "Società della Propaganda") è un'associazione islamica tesa alla propaganda religiosa, con un approccio molto teso al personale, per riavvicinare all'Islam più rigoroso quei fedeli che, soprattutto in Occidente, si sono allontanati dalla "vera fede".
Come i Fratelli musulmani, i membri di questa associazione parlano di jihād, inteso come "impegno" per la reislamizzazione dei credenti musulmani "tiepidi", ma con approcci molto diversi. Se i Fratelli musulmani parlano di "‘reislamizzazione dall’alto’, impadronendosi in un modo o nell’altro del potere politico", i militanti di Tabligh eddawa sono dei "missionari itineranti", che attraverso un approccio porta a porta cercano di islamizzare i non musulmani o reislamizzare coloro che si sono allontanati dalla pratica religiosa; i due movimenti hanno in comune che la militanza politica (nell'islam religione e politica) non ha alcuna differenza, perché l'unica legge ammessa è quella coranica che è anche fonte del diritto), che non comporta necessariamente la lotta armata, anche se la radicalizzazione cui sono soggetti gli adepti può dare origine a fenomeni estremistici.
Per la loro tenacia nei contatti diretti sono definiti da qualcuno i “testimoni di Geova dell’islam”: un movimento di fedeli itineranti che si impegnano a seguire sei principi ritenuti dalla loro società "fondamentali": la preghiera, il ricordo continuo di Allah (dhikr), lo studio dei testi sacri, la generosità, la predicazione  e la missione (daʿwa), intesa come conversione o riconversione delle persone avvicinate alla "vera fede".
Da varie fonti sono impropriamente definiti una setta, compresa una relazione del CESIS del 2005 relativa all'espulsione di otto predicatori itineranti che operavano in Umbria, dalla quale si riporta «Il movimento mostra caratteri di compartimentazione e segretezza affini a quelli delle sette e figura spesso quale “prima affiliazione” di diversi estremisti»; la fonte utilizzata si richiama anche alla relazione del SISDE citata in precedenza, che però trascura la realtà della cautela espressa da ogni movimento missionario, avvertito come estraneo in contesti culturali assai diversi da quello islamico.
Sebbene i membri del movimento dichiarino di ripudiare la violenza, un numero di adepti della setta è passato alla militanza armata, con azioni sia in aree di guerra, sia in territorio di paesi occidentali; tra questi John Walker Lindh, noto come Johnny il Talebano o ‘Suleyman al-Faris’, alias ‘Abdul Hamid’, catturato in Afghanistan a Mazar-i Sharif (antica Balkh) tra i combattenti talebani e qaidisti; il cittadino britannico Richard Reid, che tentò di farsi esplodere sul volo di linea Parigi-Miami con dell’esplosivo nascosto nella suola delle scarpe; il marocchino Mohammed Aouzar, cresciuto in Italia vicino a Torino, poi detenuto nel campo di prigionia di Guantánamo dopo aver combattuto in Afghanistan tra i Talebani.